# Ломовка (село, Арзамаський район)
Ломовка (рос. Ломовка) — село в Арзамаському районі Нижньогородської області Російської Федерації.
Населення становить 51 особу. Входить до складу муніципального утворення Ломовська сільрада.

## Історія
Від 2009 року входить до складу муніципального утворення Ломовська сільрада.

## Населення
| 1999 | 2002 | 2010 |
| ---- | ---- | ---- |
| 96   | ↘70  | ↘51  |